# Babylon 5 Collectible Card Game
'Babylon 5 är ett samlarkortspel utgivet 1997 av Precedence Entertainment. Spelet bygger på TV-serien med samma namn. Den sista expansionen till spelet släpptes 2001 då Precedence gick i konkurs i början av 2002.

## Släppta grundserier och expansioner
- Premiere - 1997
- Shadows - 1998
- Deluxe - 1998 (i huvudsak premiere, där vissa kort fått korrigerad text)
- Great War - 1998
- Psi-Corps - 1999
- Severed Dreams - 1999
- Wheel of Fire - 2000
- Crusade 159 - 2000